# Antonio Lorenzo Uribe Uribe
Pour les articles homonymes, voir Uribe.
Antonio Lorenzo Uribe Uribe est un botaniste, zoologiste et prêtre jésuite colombien, né à Medellín le 20 janvier 1900 et mort à Bogota le 8 décembre 1980.

## Biographie
Il entre au séminaire jésuite en 1916 et est ordonné prêtre en 1930 à Fauquemont aux Pays-Bas après des études en Europe. Par la suite, il obtient une licence en sciences naturelles à l'université de Fribourg-en-Brisgau en Allemagne.
En 1930, de retour en Colombie, il enseigne les sciences naturelles afin de former les jeunes jésuites. Il est directeur de la revue Caldasia et de l'institut de sciences naturelles de l'université nationale de Colombie à Bogota entre 1952 et 1958 où il est professeur et chercheur. Durant toutes ces années, il collecte des espèces de lépidoptères et de coléoptères et tient un herbier contenant 2 500 espèces.
En 1942, il publie Botánica para Bachillerato, un ouvrage de botanique réédité 16 fois jusqu'en 1972 et en co-écriture avec Julio de J. Henao Nociones de Ciencias pendant cinq ans. 
Il ne ménage pas ses efforts pour parvenir à la publication d'un ouvrage inédit, Flora de la Real Expedición Botánica.
Il collabore grandement à l'élaboration des 27 tomes de Pasifloráceas y Begoniáceas et au 30e volume Melastomatáceas en 1976.

## Publications

### Autres publications
- 1940 : Flora de Antioquia, version augmentée des manuscrits de son père Joaquín Antonio Uribe, 382 p.
- 1954 : os Maestros Pintores, flore de la Real Expedición Botánica del Nuevo Reino de Granada, éditions Cultura Hispánica. Cap. XXXI, T. I. Madrid, 1954
- 1960 : Salvador Rizo, Artista Botánico y Prócer de la Independencia, Separata Rev. Acad. Colombiana de Cs. Exactas, Físicas y Naturales. Vol. XI, N° 42. Bogotá, 1960

## Sources
- (es) Cet article est partiellement ou en totalité issu de l’article de Wikipédia en espagnol intitulé « Antonio Lorenzo Uribe Uribe » (voir la liste des auteurs).